# Dragi Kanatlarovski
Dragi Kanatlarovski - em macedônio, Драги Канатларовски (Bitola, 8 de novembro de 1960) é um ex-futebolista e treinador de futebol macedônio.

## Carreira
Entre 1978 (ano em que iniciou sua carreira) e 1990, Kanatlarovski jogou em 3 clubes da antiga Iugoslávia - Vardar, Pelister e Estrela Vermelha. Pelo Vardar, quase venceu o Campeonato Iugoslavo de 1986–87 no campo (seria o primeiro clube macedônio a conquistar o título), porém a equipe foi punida com a retirada de 6 pontos por manipulação de resultados - em 1989–90, agora como jogador do Estrela Vermelha, foi campeão nacional pela primeira vez na carreira.
Com a dissolução da Iugoslávia, jogaria posteriormente na Espanha (Deportivo) e Turquia (Karşıyaka), voltando à já independente República da Macedônia para se aposentar em 1995, no Pobeda.

## Carreira internacional
Em 1990, Kanatlarovski disputou seu único jogo pela Iugoslávia antes da separação, que foi um amistoso contra a Polônia. A partir de 1993, passou a defender a Seleção de seu país natal, tendo jogado 12 vezes até 1995, fazendo 2 gols (um contra a Eslovênia e outro contra a Estônia).

## Carreira de treinador
Quando ainda jogava no Pobeda, foi jogador-treinador da equipe entre 1994 e 1995, e desde então passou por Belasica, Vardar, Kumanovo, Lokomotiv Plovdiv (Bulgária), Radnički Kragujevac (Sérvia), Spartak Subotica, Novi Pazar (Sérvia), Velež Mostar (Bósnia e Herzegovina) e Lovćen (Montenegro), seu último clube.
Kanatlarovski ainda foi técnico da Seleção Macedônia em 2 passagens, entre 1999 e 2001 e de 2003 a 2005, quando uma surpreendente derrota para Andorra por 1 a 0 fez com que ele abandonasse o cargo e classificasse o resultado como "uma humilhação".

## Vida pessoal
Seu prenome original é Dragi e não Dragan, como chegou a ser publicado. O motivo da confusão é que na época da Iugoslávia unificada, "Dragi" era usado como um apelido para quem chamava-se "Dragan", o que não era o caso do meio-campista.

## Títulos
Estrela Vermelha
- Campeonato Iugoslavo: 1989–90
- Copa da Iugoslávia: 1989–90

Deportivo
- Campeonato Espanhol - Segunda Divisão: 1990–91